# Elephant Lagoon
Die Elephant Lagoon ist eine 500 m lange Lagune an der Nordküste von Südgeorgien. Sie liegt unmittelbar südlich der Cook Bay und ist mit dieser über die Carl-Passage verbunden.
Wissenschaftler der britischen Discovery Investigations kartierten sie zwischen 1926 und 1930. Der Benennungshintergrund ist nicht überliefert.